# Regina (chanteuse)
Pour les articles homonymes, voir Régina (homonymie).
Regina, nom de scène d'Irena Jalšovec (née le 4 juillet 1965 à Murska Sobota) est une chanteuse slovène.

## Carrière
Enfant de deux musiciens, Irena est une choriste active dès son plus jeune âge et joue de la basse électrique et de l'orgue. À l'adolescence, elle devient chanteuse de rock. Après avoir chanté dans des groupes tels que Sexplosive et TNT, elle adopte un style plus acoustique et pop. En 1986, elle entreprend des études de psychologie à l'Université de Ljubljana, où elle rencontre son futur mari, le guitariste rock et compositeur Aleksander Kogoj. Leur collaboration débute en 1987.
Elle commence sa carrière dans le groupe de musique Duo Regina. Ainsi, elle se produit pour la première fois dans un grand festival de musique, Pop delavnici, en 1988. Son premier disque solo sort cette année-là. Elle prend le nom de Regina en 1993.
Elle postule pour la première fois pour le Concours Eurovision de la chanson 1990, mais n'est pas sélectionnée pour l'émission Jugovision qui doit choisir le représentant de la Yougoslavie. Après la division de la Yougoslavie, elle se présente pour la première fois pour la Slovénie indépendante en 1993 avec la chanson Naj ljubezen združi vse ljudi, avec laquelle elle arrive quatrième. Elle se présente huit fois en tant que candidate au Concours Eurovision de la chanson (1993, 1996, 1998, 2001, 2002, 2004, 2005, 2016), qui est un record pour la Slovénie. En tout, elle gagne une fois, termine une fois troisième, sur trois sélections en demi-finale, elle atteint la finale deux fois et en 2005, elle est la gagnante de réserve du jury d'experts.
Le 10 février 1996, un jury de douze stations de radio régionales en Slovénie choisit Regina et la chanson Dan najlepših sanj, écrite et composée par Aleksander Kogoj, pour représenter la Slovénie au Concours Eurovision de la chanson 1996. Elle monte sur scène alors qu'elle est enceinte. La chanson est antépénultième, 21e sur vingt-trois participants. Peu après, elle donne naissance à un fils, Aleksander.

## Discographie
Albums
- Regina (1988)
- Liza ljubi jazz (1994)
- Religija ljubezni (1995)
- Moje ime (2000)
- Čaša ljubezi (2003)
- Tebe pa ni (2012)
- Ljubezen beži (2015)